# Mecanismo de Chebyshev
O mecanismo de Chebyshev é um mecanismo que converte movimento de rotação em uma aproximação de movimento em linha reta.
Ele foi inventado no século XIX pelo matemático Pafnuty Chebyshev, que estudou problemas teóricos na cinemática de mecanismos. Um desses problemas foi a construção de uma ligação que converte um movimento de rotação em um movimento aproximado em linha reta. Este problema também foi estudado por James Watt em suas melhorias para o motor a vapor, resultando no mecanismo de Watt.
O mecanismo de linha reta restringe o ponto P – o ponto médio da barra L3 – a mover-se em uma linha reta entre os dois extremos, na parte central do movimento. (L1, L2, L3, e L4 são mostrados na ilustração.) Entre os pontos extremos do movimento, o ponto P se desvia ligeiramente de uma linha reta perfeita. As proporções entre as barras são
{\displaystyle L_{1}:L_{2}:L_{3}=2:2.5:1=4:5:2.\,}
O ponto P está no centro de L3. Esta relação garante que a barra L3 fique na vertical quando está em um dos extremos de sua viagem.
Os comprimentos são relacionadas matematicamente como se segue:
{\displaystyle L_{4}=L_{3}+{\sqrt {L_{2}^{2}-L_{1}^{2}}}.\,}
Pode ser mostrado que, se tomadas as proporções descritas acima como comprimentos, então, para todos os casos,
{\displaystyle L_{4}=L_{2}.\,}
e isso contribui para a percepção de movimento em linha reta do ponto P.

## Equações do movimento
O movimento da ligação pode ser restringido a um ângulo de entrada que pode ser alterado através de velocidades, forças, etc. O ângulo de entrada pode ser tanto entre a barra L2 e a horizontal ou a barra L4 e a horizontal. Independentemente do ângulo de entrada, é possível calcular o movimento do dois pontos extremos da barra L3, que chamamos de A e B, e o ponto médio P.
{\displaystyle x_{A}=L_{2}\cos(\varphi _{1})\,}
{\displaystyle y_{A}=L_{2}\sin(\varphi _{1})\,}
enquanto o movimento do ponto B será calculado com o outro ângulo,
{\displaystyle x_{B}=L_{1}-L_{4}\cos(\varphi _{2})\,}
{\displaystyle y_{B}=L_{4}\sin(\varphi _{2})\,}
Finalmente, podemos escrever o ângulo de saída em termos do ângulo de entrada,
{\displaystyle \varphi _{2}=\arcsin \left[{\frac {L_{2}\,\sin(\varphi _{1})}{\overline {AO_{2}}}}\right]-\arccos \left({\frac {L_{4}^{2}+{\overline {AO_{2}}}^{2}-L_{3}^{2}}{2\,L_{4}\,{\overline {AO_{2}}}}}\right)\,}
Consequentemente, podemos escrever o movimento do ponto P, que é o ponto médio entre A e B.
{\displaystyle x_{P}={\frac {x_{A}+x_{B}}{2}}\,}
{\displaystyle y_{P}={\frac {y_{A}+y_{B}}{2}}\,}

### Ângulos de entrada

Ilustração dos limites

Os limites para o ângulo de entrada, em ambos os casos, são:
{\displaystyle \varphi _{\text{min}}=\arccos \left({\frac {4}{5}}\right)\approx 36.8699^{\circ }.\,}
{\displaystyle \varphi _{\text{max}}=\arccos \left({\frac {-1}{5}}\right)\approx 101.537^{\circ }.\,}

## Veja também

Mecanismo Lambda de Chebyshev (um azul e um verde) mostra um movimento idêntico